# Tambakboyo (Pedan)
Tambakboyo is een bestuurslaag in het regentschap Klaten van de provincie Midden-Java, Indonesië. Tambakboyo telt 3423 inwoners (volkstelling 2010).